# Somba

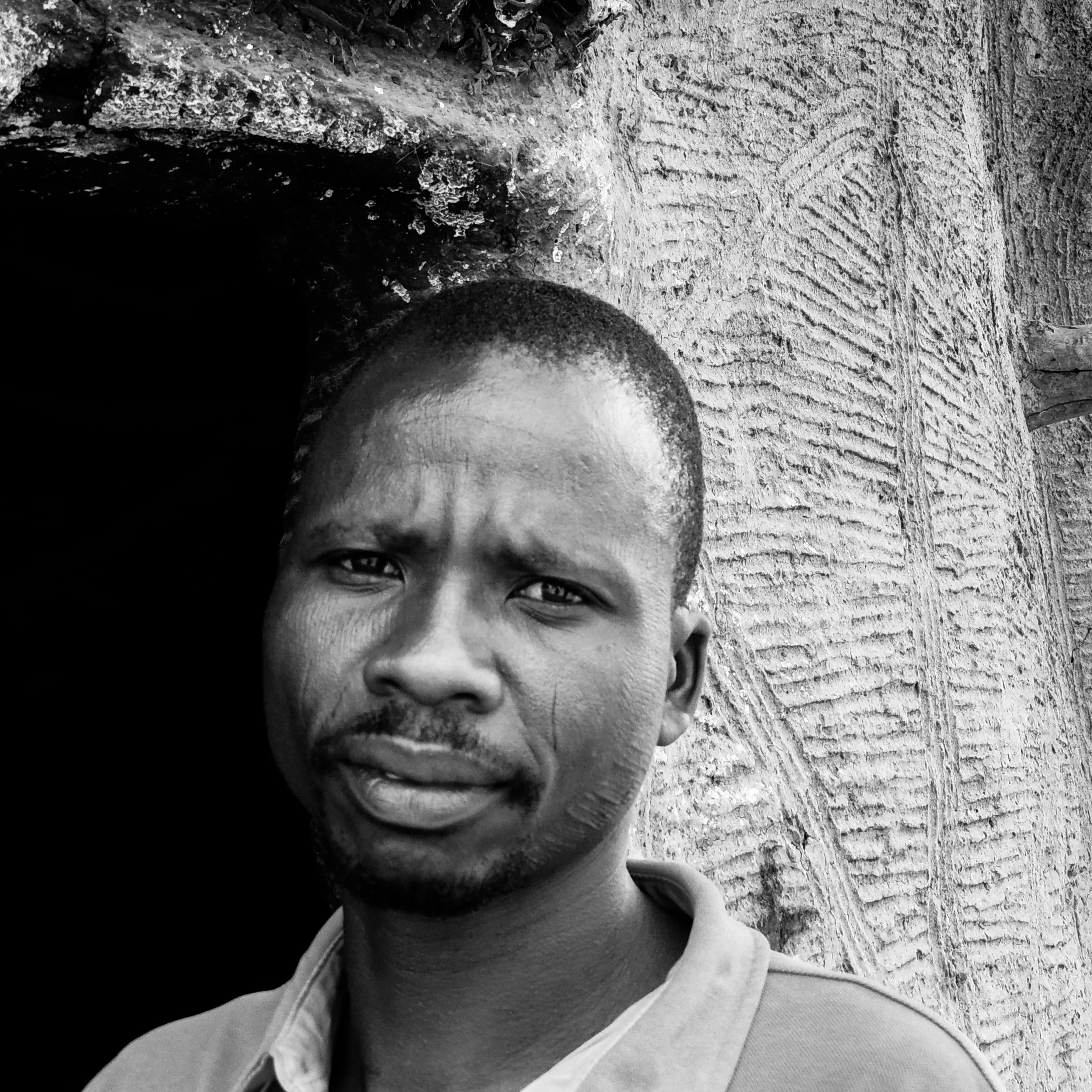
Somba vor seinem Haus

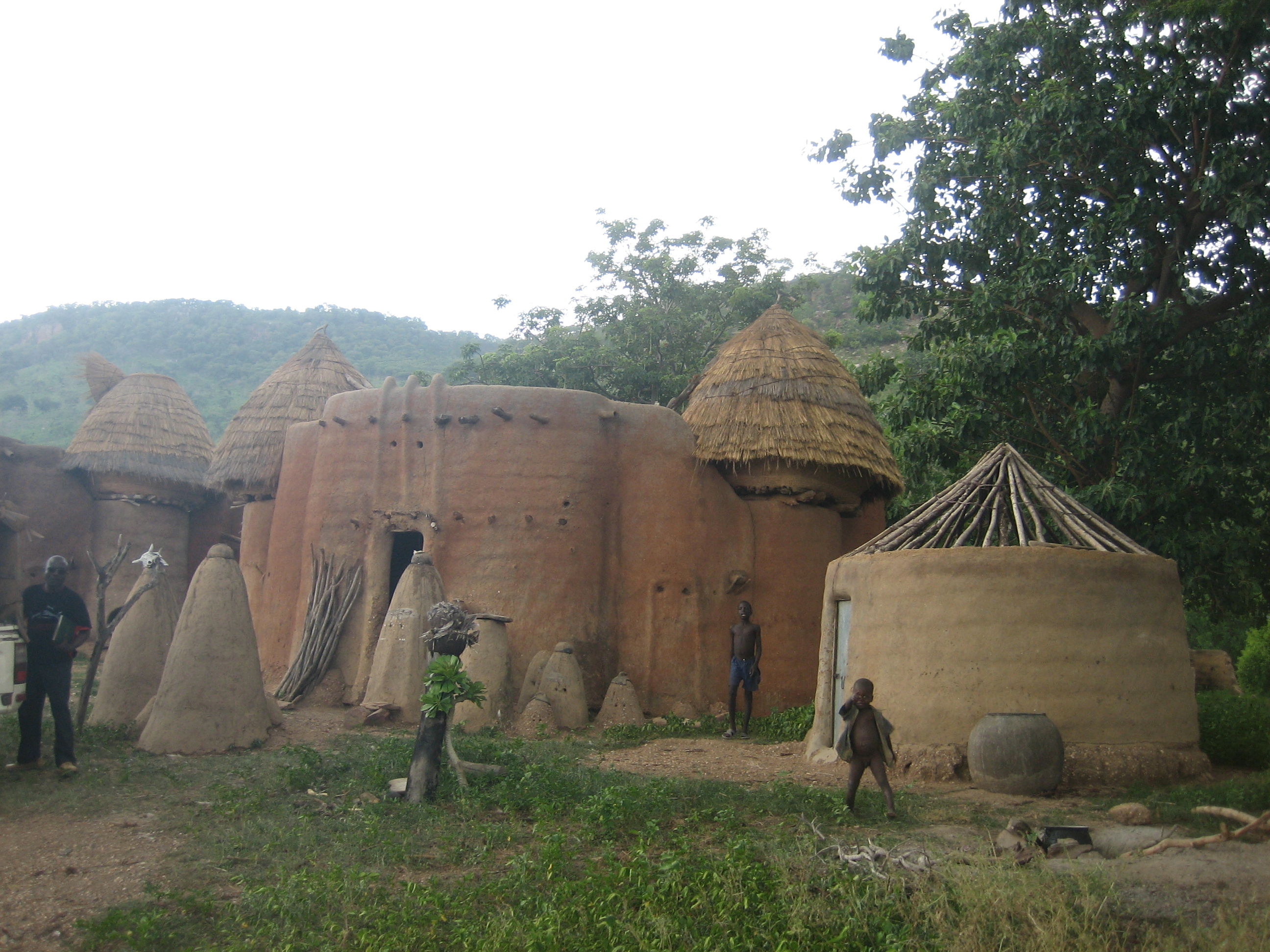
Traditionelles Haus der Somba (Tamberma)

Das Volk der Somba lebt in den Staaten Benin und Togo. In Togo sind sie allerdings unter dem Namen Tamberma bekannt.
Sie gehören zur voltaischen Volksgruppe, welche die Gursprachen sprechen. Früher ernährten sich die Somba teilweise von erlegten Tieren, heute sind ihre Hauptnahrungsmittel Mais und Hirse. Das wichtigste Getränk ist tchouc, eine Art Bier, das von den Frauen zubereitet wird. Je besser das Bier, desto angesehener ist die Frau.
Die Somba lehnen Islam und Christentum ab, stattdessen werden Schutzgeister verehrt. 
Im Jahre 1899 als die Franzosen schon weite Teile Westafrikas erobert hatten, wurden auch die Somba in einer Schlacht geschlagen und mussten sich der französischen Kolonialmacht unterwerfen.
Die Behausungen der Somba sind ihre traditionellen zweigeschossigen Schutzhöfe, die Tata-Somba. Im Erdgeschoss liegt die Küche, im Obergeschoss, auf der ummauerten Dachterrasse, liegen Schlafräume und Vorratskammern, von wo die Höfe verteidigt wurden. Auf der Dachterrasse werden, vor den Haustieren geschützt, Früchte und Gemüse getrocknet.
Die Namengebung bei den Somba funktioniert so: Jeder erste Sohn heißt M'Po, jede erste Tochter heißt N'Koua. So gibt es auch Namen für die zweiten, die dritten, die vierten usw. Kinder. Beim achten Sohn bzw. Tochter wird wieder von vorne begonnen. Zudem hat jedes Kind noch einen christlichen Namen.
Himmelsrichtungen bei den Somba:
- Westen heißt vorher (die Nacht)
- Osten heißt nachher (die Nacht)
- Norden heißt weiblich
- Süden heißt männlich

Die vier wichtigsten Ereignisse im Leben der Somba sind: Geburt, Initiation, Heirat und Tod.
Zeitrechnung der Somba:
- 4 Tage ergeben eine Woche
- 7 Wochen ergeben einen Zyklus von Vollmond zu Vollmond
- 4 Jahre ergeben ein diffoni